# د نشنال (گروه موسیقی)
د نشنال (به انگلیسی: The National) یک گروه موسیقی راک آمریکایی از سینسیناتی، اوهایو، اوهایو است که در سال ۱۹۹۹ در بروکلین، نیویورک بنیان‌گذاری شد. این گروه از مت برنینجر (خواننده)، آرون دسنر (گیتار، پیانو، کیبورد)، برایس دسنر (گیتار، پیانو، کیبورد)، اسکات دوندورف (باس) و برایان دوندورف (درامز) تشکیل شده‌است. آلبوم خوب بخوابی هیولا که هشتمین آلبوم‌ها آن‌ها است جایزه گرمی بهترین آلبوم آلترناتیو سال را برای آن‌ها به همراه داشت.